# Baregbeg (Lakbok)
Baregbeg is een bestuurslaag in het regentschap Ciamis van de provincie West-Java, Indonesië. Baregbeg telt 4984 inwoners (volkstelling 2010).